# Карены (вещество)
Карен — бициклический терпен (монотерпен). Известны 4 изомера, отличающихся положением двойной связи.
Формула: C10H16
Молекулярная масса: 136.23 а.е.м.

## Физические свойства
Подвижные бесцветные жидкости с запахом, напоминающим аромат сосновой древесины.
Растворимы в органических растворителях, слабо растворимы в этаноле, нерастворимы в воде
|                          | 2-карен                               | 3-карен                                                | 4-карен                               | β-карен (3(10)-карен)                     |
| ------------------------ | ------------------------------------- | ------------------------------------------------------ | ------------------------------------- | ----------------------------------------- |
| Систематическое название | 3,7,7-триметилбицикло[4.1.0]гепт-3-ен | 3,7,7-триметилбицикло[4.1.0]гепт-2-ен                  | 4,7,7-триметилбицикло[4.1.0]гепт-3-ен | 7,7-диметил-3-метиленбицикло[4.1.0]гептан |
| Структурная формула      |                                       |                                                        |                                       |                                           |
| Номер CAS                | 554-61-0                              | 13466-78-9                                             | 29050-33-7                            | 554-60-9                                  |
| SMILES                   | СС1=СС2С(С2(С)С)СС1                   | СС1=ССС2С(С1)С2(С)С                                    | СС1СС2С(С2(С)С)С=С1                   | СС1(С2С1СС(=С)СС2)С                       |
| Ткип, °С                 | 167 ÷ 168 (760)                       | 172 ÷ 172,5 (760)                                      | 160 ÷ 161 (758)                       | 72,5 (20)                                 |
| Твсп, °С                 |                                       | 49                                                     |                                       |                                           |
| Тсвспл, °С               |                                       | 379                                                    |                                       |                                           |
| ТПВ, °С                  |                                       | 43 — 115                                               |                                       |                                           |
| d420                     | 0,8617                                | 0,8645                                                 | 0,8616                                | 0,8729                                    |
| nd20                     | 1,4747                                | 1,4728                                                 | 1,4698                                | 1,4927 (22 °С)                            |
| [α]D20, °                | +89°40'                               | +18°30'                                                | -108°50'                              | +12°85'                                   |
| ЛД50                     |                                       | 4,8 г/кг крысы (перорально) > 5 г/кг кролики (накожно) |                                       |                                           |

## Химические свойства
Карены быстро окисляются кислородом воздуха и другими окислителями, легко изомеризуются при действии кислотных агентов с раскрытием трехчленного цикла.
При действии TiO2, CH3COOH и H2SO4 3-карен изомеризуется в 2-карен. При гидрировании в мягких условиях все карены превращаются в смесь цис- и транс-каранов.

## Нахождение в природе
3-карен содержится в скипидарах, получаемых из Pinus roxburghill Sarg. (55—65%), сосны жёлтой (Pinus ponderosa Dough.) (20—25%), сосны обыкновенной (Pinus silvestris L.) (20—40%) и других видов сосен, у жуков Scyphophorus acupunctatus.
2-карен содержится в эфирном масле Andropogon iwarancusa L..
4-карен и β-карен в природе не найдены.

## Получение
2- и 3-карены получают фракционированием из скипидаров и эфирным масел.

## Применение
3-карен применяют для получения душистых веществ, в частности ментола, вальтерилацетата и ряда других веществ.